# Antonio Montero Arbiza
Antonio Moreno Arbiza (f. 1882) fue un pintor español.

## Biografía
Pintor natural de la provincia de Zaragoza, fue discípulo en Zaragoza de Alejo Pescador y Eduardo López del Plano. En la Exposición Nacional de Bellas Artes de 1881 presentó dos cuadros: ¡Sin un cuarto! y ¿Por qué no habrá venido?. Fueron también obra de este artista una Vista de Zaragoza desde el camposanto de Torrero, otra Vista de Trillo y Enfermo de muerte. Falleció, muy joven aún, en Zaragoza en septiembre de 1882.